# 色詩
色詩（しきうた）は、日本のイラストレーター。

## 人物・エピソード
松本イズミプロジェクトとして泉精器製作所のシェーバーの擬人化イラストを手がけたことで、各方面から注目されるようになる。色詩のイラストは販売促進に貢献し、限定販売の製品は完売した。
また、関連商品としてスマートフォンケースや萌酒も販売される。

## 作品リスト

### イラスト・挿絵
製品広告
- 松本イズミプロジェクト